# メルセデス・ベンツ・W120
メルセデス・ベンツ・W120/W121（Mercedes Benz W120/W121 ）は、西ドイツ（当時）の自動車メーカーダイムラー・ベンツがメルセデス・ベンツブランドで展開していた自動車である。
1936年から長らく生産の続いていた小排気量モデル「W136（170シリーズ）」に代わる、完全戦後型の小型メルセデスとして開発された。幅員の広いボディにメルセデスとしては初めてセミ・モノコック構造を採用、車内容積拡大を実現すると共に、ダイムラー・ベンツの技術者ベラ・バレニーらの創案による衝撃吸収設計ボディ構造を実用化しており、第二次世界大戦後のメルセデス車における基本方針となった安全対策設計に先鞭をつけた、技術的に重要なモデルである。
また、先代の170シリーズ戦後型に引き続き、ガソリンエンジンモデルのほかディーゼルエンジンモデルも販売され、ディーゼル乗用車の普及にも大きな役割を果たした。
W120/W121はフラッシュサイドとなったボディ形状から"Ponton"と呼ばれ、1953年から1962年まで製造・販売された。
W120/W121は"180"、"190"というモデル名称で販売された。180はメルセデス最初の“コンパクトモデル”であるが、その後しばらくコンパクトモデルが存在しない時代を経て、1982年に190シリーズで、このセグメントに再参入、その後のCクラスの源流に当たるモデルで、W121 190は、後のEクラスの系統に属するものである。
W120/W121の外観は上級モデルに当たる、直列6気筒エンジン搭載のW128/W180とそっくりで、外見からモデルを特定できる箇所は、若干大きなボディサイズとクロームめっきパーツの差異などだけであり、歴代のメルセデスでここまで外観がそっくりなのは、この Ponton 世代のモデルだけである。なお、後のSクラスに相当する最上級車種の「300」（W189）だけは、ややクラシカルな独自意匠であった。
後継モデルはW110である。

## モデル
| タイプ            | シャーシコード        | 製造年    | モデル | エンジン                         | 備考         |
| ----------------- | --------------------- | --------- | ------ | -------------------------------- | ------------ |
| W120 セダン       | W120.010              | 1957–1959 | 180a   | 1.8 L M121 直列4気筒             |              |
| W120 セダン       | W120.010              | 1959–1961 | 180b   | 1.8 L M121 直列4気筒             |              |
| W120 セダン       | W120.010              | 1961–1962 | 180c   | 1.8 L M121 直列4気筒             |              |
| W120 セダン       | W120.110              | 1953–1959 | 180D   | 1.8 L OM636 ディーゼル 直列4気筒 |              |
| W120 セダン       | W120.110              | 1959–1961 | 180Db  | 1.8 L OM636 ディーゼル 直列4気筒 |              |
| W120 セダン       | W120.110              | 1961–1962 | 180Dc  | 1.8 L OM621 ディーゼル 直列4気筒 |              |
| W121 セダン       | W121.010              | 1959–1961 | 190b   | 1.9 L M121 直列4気筒             |              |
| W121 セダン       | W121.110              | 1958–1959 | 190D   | 1.9 L ディーゼル 直列4気筒       |              |
| W121 セダン       | W121.110              | 1959–1961 | 190Db  | 1.9 L OM621 ディーゼル 直列4気筒 |              |
| W121 ロードスター | W121.040 ハードトップ | 1955–1961 | 190SL  | 1.9 L M121 直列4気筒             | 921 エンジン |
| W121 ロードスター | W121.040 ハードトップ | 1962–1963 | 190SL  | 1.9 L M121 直列4気筒             | 928 エンジン |
| W121 ロードスター | W121.042 ソフトトップ | 1955–1961 | 190SL  | 1.9 L M121 直列4気筒             | 921 エンジン |
| W121 ロードスター | W121.042 ソフトトップ | 1962–1963 | 190SL  | 1.9 L M121 直列4気筒             | 928 エンジン |